# 1992–1993-as kupagyőztesek Európa-kupája
A KEK 1992–1993-as szezonja volt a kupa 33. kiírása. A győztes a Parma FC lett, miután a döntőben 3-1-re legyőzte a Royal Antwerp FC csapatát.

## Selejtező
| 1. csapat        | Össz. | 2. csapat              | 1. mérk. | 2. mérk. |
| ---------------- | ----- | ---------------------- | -------- | -------- |
| NK Maribor       | 5–2   | Hamrun Spartans FC     | 4–0      | 1–2      |
| Strømsgodset IF  | 0–4   | Hapoel Petah Tikva FC  | 0–2      | 0–2      |
| FC Vaduz         | 1–12  | FK Csernomorec Odessza | 0–5      | 1–7      |
| FC Avenir Beggen | 2–1   | B36 Tórshavn           | 1–0      | 1–1      |

## Első forduló
| 1. csapat           | Össz.                 | 2. csapat                 | 1. mérk. | 2. mérk.   |
| ------------------- | --------------------- | ------------------------- | -------- | ---------- |
| Miedź Legnica       | 0–1                   | AS Monaco FC              | 0–1      | 0–0        |
| Olimbiakósz         | 3–1                   | FK Csernomorec Odessza    | 0–1      | 3–0        |
| Trabzonspor         | 4–2                   | TPS                       | 2–0      | 2–2        |
| NK Maribor          | 1–9                   | Atlético Madrid           | 0–3      | 1–6        |
| SV Werder Bremen    | 4–3                   | Hannover 96               | 3–1      | 1–2        |
| Airdrieonians FC    | 1–3                   | AC Sparta Praha           | 0–1      | 1–2        |
| Parma FC            | 2–1                   | Újpesti TE                | 1–0      | 1–1        |
| Valur               | 0–3                   | Boavista FC               | 0–0      | 0–3        |
| PFK Levszki Szófia  | 2–2 (ig.)             | FC Lucerne                | 2–1      | 0–1        |
| Feyenoord           | 2–2 (ig.)             | Hapoel Petah Tikva FC     | 1–0      | 1–2        |
| FK Szpartak Moszkva | 5–1                   | FC Avenir Beggen          | 0–0      | 5–1        |
| Liverpool FC        | 8–2                   | Apóllon Lemeszú           | 6–1      | 2–1        |
| Cardiff City FC     | 1–3                   | VfB Admira Wacker Mödling | 1–1      | 0–2        |
| Glenavon FC         | 2–2 (11-esekkel: 1–3) | Royal Antwerp FC          | 1–1      | 1–1 (h.u.) |
| AIK Fotboll         | 4–4 (ig.)             | Aarhus GF                 | 3–3      | 1–1        |
| Bohemian FC         | 0–4                   | FC Steaua București       | 0–0      | 0–4        |

## Második forduló
| 1. csapat                 | Össz.     | 2. csapat           | 1. mérk. | 2. mérk. |
| ------------------------- | --------- | ------------------- | -------- | -------- |
| AS Monaco FC              | 0–1       | Olimbiakósz         | 0–1      | 0–0      |
| Trabzonspor               | 0–2       | Atlético Madrid     | 0–2      | 0–0      |
| Werder Bremen             | 2–4       | AC Sparta Praha     | 2–3      | 0–1      |
| Parma FC                  | 2–0       | Boavista FC         | 0–0      | 2–0      |
| FC Lucerne                | 2–4       | Feyenoord           | 1–0      | 1–4      |
| FK Szpartak Moszkva       | 6–2       | Liverpool FC        | 4–2      | 2–0      |
| VfB Admira Wacker Mödling | 6–7       | Royal Antwerp FC    | 2–4      | 4–3(h.   |
| Aarhus GF                 | 4–4 (ig.) | FC Steaua București | 3–2      | 1–2      |

## Negyeddöntő
| 1. csapat        | Össz.     | 2. csapat           | 1. mérk. | 2. mérk. |
| ---------------- | --------- | ------------------- | -------- | -------- |
| Olimbiakósz      | 2–4       | Atlético Madrid     | 1–1      | 1–3      |
| AC Sparta Praha  | 0–2       | Parma FC            | 0–0      | 0–2      |
| Feyenoord        | 1–4       | FK Szpartak Moszkva | 0–1      | 1–3      |
| Royal Antwerp FC | 1–1 (ig.) | FC Steaua București | 0–0      | 1–1      |

## Elődöntő
| 1. csapat           | Össz.     | 2. csapat        | 1. mérk. | 2. mérk. |
| ------------------- | --------- | ---------------- | -------- | -------- |
| Atlético Madrid     | 2–2 (ig.) | Parma FC         | 1–2      | 1–0      |
| FK Szpartak Moszkva | 2–3       | Royal Antwerp FC | 1–0      | 1–3      |

## Döntő
| 1993. május 12. 19:15 |

| Parma                           | 3–1   | Royal Antwerp |
| ------------------------------- | ----- | ------------- |
| Minotti 9' Melli 30' Cuoghi 84' | (2–1) | Severeyns 11' |

| Wembley Stadion, London Nézőszám: 37 393 Játékvezető: Karl-Josef Assenmacher (német) |

| Az 1992–1993-as kupagyőztesek Európa-kupája győztese |
| ---------------------------------------------------- |
| Parma 1. cím                                         |